# Holger Blume (Leichtathlet)
Holger Blume (* 28. Dezember 1973 in Lüdinghausen) ist ein ehemaliger deutscher Leichtathlet, der auf den Sprint spezialisiert war.
Blume und Zwillingsbruder Marc betrieben als Heranwachsende Leichtathletik beim FC Nordkirchen. Da sie dort vor allem im Mittelstreckenlauf antreten sollten, was den Brüdern nicht gefiel, verließen sie den Verein und wurden später Mitglieder der SuS Olfen.
Blume wurde 1992 Deutscher Hallenjugendmeister im 200-Meter-Lauf und nahm an den Juniorenweltmeisterschaften in Seoul teil. Im Jahr darauf gewann er im Erwachsenenbereich seine erste Meisterschaft mit der 4-mal-100-Meter-Staffel des TV Wattenscheid. Weitere Titel mit der Wattenscheider Staffel folgten 1995, 1996, 1997, 2002, 2003, 2004, 2005 und 2006. An allen Siegen war sein Zwillingsbruder Marc beteiligt, der meistens der schnellere der beiden Läufer war. Nationale Einzeltitel gewann Holger Blume 1999 im 100-Meter-Lauf und in der Halle über 200 Meter in den Jahren 2000 und 2001.
International startete Blume bei den Hallenweltmeisterschaften 1995 in Barcelona, den Halleneuropameisterschaften 1996 in Stockholm, den Olympischen Spielen 1996 in Atlanta, den Weltmeisterschaften 1999 in Sevilla und den Halleneuropameisterschaften 2000 in Gent.